# Saint-Hilaire-Cusson-la-Valmitte
Saint-Hilaire-Cusson-la-Valmitte település Franciaországban, Loire megyében. Lakosainak száma 334 fő (2022. január 1.). Saint-Hilaire-Cusson-la-Valmitte Bas-en-Basset, Valprivas, Merle-Leignec, Rozier-Côtes-d’Aurec és Saint-Nizier-de-Fornas községekkel határos.

## Népesség
A település népessége az elmúlt években az alábbi módon változott:
| Lakosok száma | 413  | 310  | 248  | 309  | 330  | 332  | 335  | 337  | 332  | 334  |
|               | 1968 | 1982 | 1990 | 2006 | 2013 | 2015 | 2017 | 2019 | 2020 | 2022 |